# نيفيل كوين
نيفيل كوين (21 فبراير 1908 - 5 أغسطس 1934) (بالإنجليزية: Neville Quinn)‏ هو لاعب كريكت جنوب أفريقي. شارك مع منتخب جنوب أفريقيا الوطني للكريكت. أما مع النوادي، فقد لعب مع Northern Cape (cricket team) ‏.

## وصلات خارجية
- نيفيل كوين على موقع إي آس بي آن كريك إنفو (الإنجليزية)